# Zale cingulifera
Zale cingulifera là một loài bướm đêm trong họ Erebidae.